# تشارلز ويليس
تشارلز ويليس (بالإنجليزية: Charles Willis)‏ (15 أبريل 1827 - 19 نوفمبر 1895) هو لاعب كريكت بريطاني (وحمل سابقاً جنسية المملكة المتحدة لبريطانيا العظمى وأيرلندا).

## وصلات خارجية
- تشارلز ويليس على موقع إي آس بي آن كريك إنفو (الإنجليزية)